# 公園大道 (紐約市)
公園大道（舊稱第四大道）是紐約市曼哈頓的一條寬闊的南北向大道，西側的平行道路為麥迪遜大道，東側的平行道路為萊辛頓大道。
每年 12 月，公園大道的中央分隔島上會放滿聖誕樹，一開始所使用的顏色燈泡影響交通號誌的辨別，導致車禍，因此後來改用白色及黃色的燈泡。

## 路線

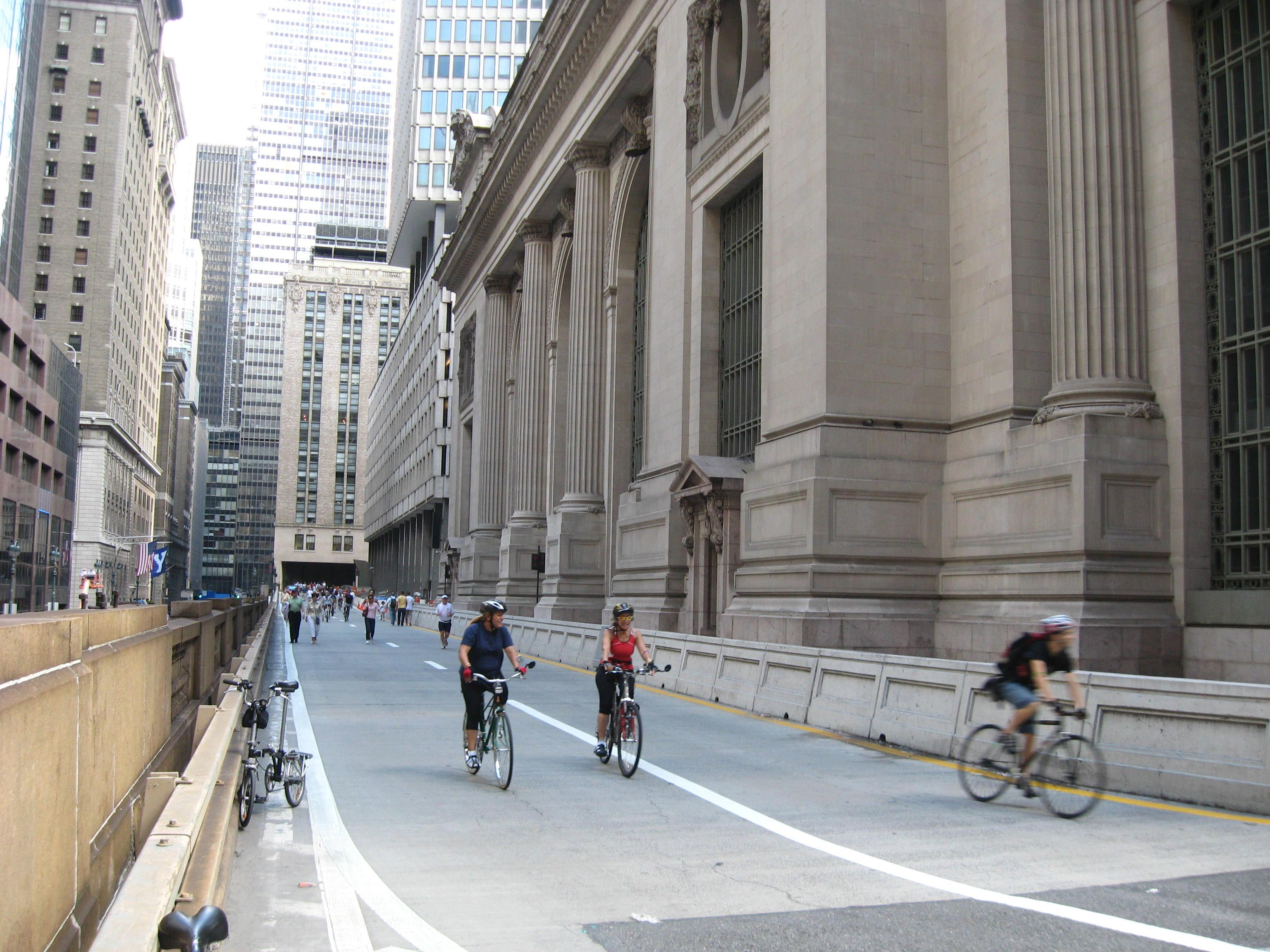
公園大道高架橋

公園大道的前身為包厘街（Bowery），位於8街的庫柏廣場一直到14街的聯合廣場的路段為第四大道。14街以北的路段稍微向東斜，為迎合1811年委員會計畫所規劃的棋盤式道路格局。14街至17街的部分為聯合廣場的東側邊界，稱為聯合廣場東（Union Square East），南向的路與百老匯大道交會。17街至32街的路段稱為公園大道南（Park Avenue South），32街以北的路段則被廣泛稱為公園大道（Park Avenue）。
33街至40街之間的部分，往北向的左側車道進入公園大道隧道，而中間車道在通過40街時，轉為高架橋形式，經過中央車站和大都會人壽大樓，乘載雙向的車流，此高架橋即便稱為公園大道高架橋，通過汉姆斯利大厦之後，在46街接回地面。IRT萊辛頓大道線途中經過此路段，過了大中央-42街車站後，向東轉往萊辛頓大道。
公園大道從中央車站至97街的路段有鐵路隧道，供大都會北方鐵路行駛，由於地下隧道無法附載重量的緣故，地面上沒有任何行人號誌或紅綠燈號誌。在97街時，鐵路回到地面上，轉行駛高架橋，從102街開始至哈林河為止，鐵路都行經在公園大道的中央。
1920年代，中央車站至96街一帶的公園大道旁，蓋了許多公寓建築，此路段有世上最昂貴的房地產，如公園大道 740 號一平方英寸的價格高達數千美元，此外這裡也住了許多富有的企業家和名人，如小約翰·戴維森·洛克菲勒和倫納德·伯恩斯坦。
公園大道北側止於132街的哈林河河畔的景觀道路，其路名接著在布朗克斯的一側河岸延伸道路使用。

## 歷史

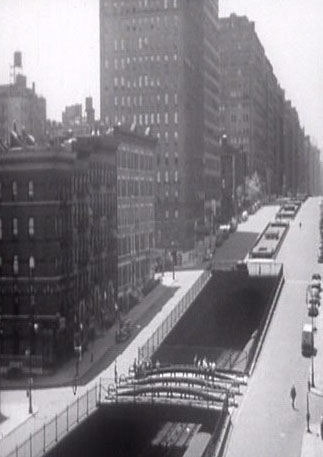
1941 年的鐵路隧道

公園大道前身為第四大道，也是紐約和哈林鐵路的行經路段；1860 年代，34街至40街間的一小段路段曾被改名為公園大道；1867 年，直到42街都被改稱公園大道。當大中央車站於 1870 年代開放時，56街至96街的鐵路被移除；1888 年，公園大道延伸至哈林河。
1936年，中央車站公園大道高架橋完工，目的在於紓解交通壅塞的問題。
1959年5月5日，紐約市議會以20比1的票數，決定將17街至32街的第四大道改名為公園大道南。1963年，大都會人壽大樓於中央車站上方落成，跨坐在公園大道上。

## 外部連結
- New York Songlines: Fourth Avenue with The Bowery and Park Avenue （页面存档备份，存于）, a virtual walking tour

40°46′43″N 73°57′30″W / 40.7786°N 73.9584°W